# Amphimallon jenrichi
Amphimallon jenrichi är en skalbaggsart som beskrevs av Edmund Reitter 1905. Amphimallon jenrichi ingår i släktet Amphimallon och familjen Melolonthidae. Inga underarter finns listade i Catalogue of Life.